# 上野純輝
上野 純輝（うえの じゅんき、1997年1月15日 - ）は、北海道北広島市出身の元プロ野球選手（捕手、内野手）。

## 経歴
東海大四高在学時には甲子園大会に出場。スローボールで甲子園を沸かせた西嶋亮太とバッテリーを組んだ。高校時代の同級生は前述の西嶋や大学でもチームメイトとなる今川優馬らがいた。
高校卒業後は高校に隣接している東海大学札幌キャンパスに進学。
大学卒業後は地元・北海道の社会人野球チームのTRANSYSでプレー。
2020年は四国アイランドリーグplusの徳島インディゴソックスにてプレー。出場試合こそ少なかったが、投手陣を支えた。同年をもって退団。
徳島退団後の2021年は地元・北海道に戻り、地元の製菓企業の六花亭に入社し、軟式野球部にて野球を継続していることを本人がツイッターで公表している。また、内野手にも挑戦していることを明かしているが、ENEOSトーナメントには変わらず捕手として出場している。
2023年2月2日に結婚したことをInstagramで報告した。

## 詳細情報

### 独立リーグでの打撃成績
出典はリーグデータサイトによる。
| 年 度     | 球 団     | 試 合 | 打 席 | 打 数 | 得 点 | 安 打 | 二 塁 打 | 三 塁 打 | 本 塁 打 | 塁 打 | 打 点 | 盗 塁 | 盗 塁 死 | 犠 打 | 犠 飛 | 四 球 | 敬 遠 | 死 球 | 三 振 | 併 殺 打 | 打 率 | 出 塁 率 | 長 打 率 | O P S |
| --------- | --------- | ----- | ----- | ----- | ----- | ----- | -------- | -------- | -------- | ----- | ----- | ----- | -------- | ----- | ----- | ----- | ----- | ----- | ----- | -------- | ----- | -------- | -------- | ----- |
| 2020      | 徳島      | 12    | 13    | 13    | 0     | 1     | 0        | 0        | 0        | 1     | 0     | 0     | 0        | 0     | 0     | 0     | -     | 0     | 4     | 1        | .077  | .077     | .077     | .154  |
| 通算：1年 | 通算：1年 | 12    | 13    | 13    | 0     | 1     | 0        | 0        | 0        | 1     | 0     | 0     | 0        | 0     | 0     | 0     | -     | 0     | 4     | 1        | .077  | .077     | .077     | .154  |

- 2020年度シーズン終了時

### 背番号
- 33 （2020年）